# Мерлинский, Григорий Маркович
Григорий Маркович Мерлинский (1908—1968) — советский драматический актёр, артист театра им. Вахтангова.

## Биография
Сценическую карьеру Григорий Мерлинский начал в Пролеткульте. Об этом времени вспоминал Исидор Шток в книге «Премьера» (М.: «Советский писатель», 1975):

Спектакль «Деритесь, как черти!» мы часто репетировали ночами: днем студийцы работали у себя на заводах, вечером играли «Обезьяний суд».
Я получил роль племянника лорда Чемберлена, молодого балбеса, который вместе с другими волонтерами-аристократами пытается заменить на шахте бастующих горняков. Володя Лавровский и Гриша Мерлинский изображали двух клоунов-полицейских и сами себе написали клоунский текст.

В 1932 году молодой актёр Григорий Мерлинский окончил театральную школу при Театре им. Вахтангова и сразу был принят в труппу этого театра, где и работал до 1968 года.
Театральная энциклопедия (том 3) говорит о нём: «Остро характерный актёр, мастер небольших эпизодических ролей».

## Роли в театре
- 1933 — «Интервенция» Льва Славина, режиссёр Р. Симонов — Конферансье
- «Человеческая комедия» по Бальзаку, постановка А. Козловского и Б. Щукина, музыка Д. Шостаковича — Пуаре
- 1936 — «Много шума из ничего» Шекспира, режиссёры Мария Синельникова и Иосиф Рапопорт — Страж
- 1937 — «Человек с ружьем» Н. Ф. Погодина, режиссёр Рубен Симонов — Меньшевик
- 1939 — «Соломенная шляпка» Эжена Лабиша и Марк-Мишеля, режиссёр Андрей Тутышкин — Боне
- 1941 — «Дон Кихот» по Сервантесу, режиссёр Иосиф Рапопорт — Толстый свинопас
- 1942 — «Сирано де Бержерак» Э. Ростана, режиссёр Николай Охлопков — Маркиз
- 1942 — «Фронт» А. Е. Корнейчука, режиссёр Рубен Симонов — Тихий
- 1952 — «Два веронца», режиссёр Е. Р. Симонов — Пантино, слуга Антонио
- 1955 — «Лев Гурыч Синичкин, или Провинциальная дебютантка» (радиоспектакль), режиссёр Р. Н. Симонов — Шкал, слуга из театральной школы
- 1956 — «Горя бояться — счастья не видать» С. Маршака — Старый солдат
- 1959 — «Каменный гость» А. С. Пушкина, режиссёр Евгений Симонов — Монах
- 1961 — «Стряпуха», «Стряпуха замужем» А. В. Софронова — завхоз Прибейголова

## Фильмография
- 1934 — Петербургская ночь — чиновник
- 1936 — Зори Парижа — Жан
- 1937 — Глубокий рейд — Шульц
- 1938 — Профессор Мамлок — фашист
- 1944 — Свадьба — шафер
- 1947 — Марите — кулак
- 1953 — Вихри враждебные — Зиновьев
- 1968 — Портрет Дориана Грея (телеспектакль)

## Из воспоминаний
- Из воспоминаний артиста и режиссёра Бориса Голубовского («Шаг в профессию», «ГИТИС» Москва 2002):

Наверняка современные читатели и зрители даже не слышали имени вахтанговца Григория Мерлинского. Руководитель театра Р. Н. Симонов называл его Моцартом эпизода. Выпускник Щукинского училища 1933 года, он был одним из самых репертуарных актёров театра, но выступал только в маленьких ролях. О Мерлинском в те годы было написано больше рецензий, чем об исполнителях центральных ролей. Он умел сосредоточить в эпизоде острую психологическую характеристику персонажа с парадоксально острой формой, достигая в этом подлинной виртуозности. Мы с ним часто встречались, он рассказывал о своих мучениях в работе над «миниатюрками». Он острил, что «кушать подано» ему известны во всевозможных и невозможных вариантах. Я помню Гришу элегантным пошляком — конферансье в «Интервенции», — он был «на ты» с одесскими бандитами и презирал богатых посетителей кафе, радуясь, что по дороге их обчистила шайка Фильки-анархиста. В сказке С. Маршака «Горя бояться, счастья не видать» он трогательно сыграл старого солдата с медалью, и о нём говорили наравне с Р. Симоновым, игравшем царя Дормидонта. Все его роли не перечислишь. Поверите ли вы, но он отказывался от интересных работ: «Ты видел, как китайский мастер десять лет вырезал из кости модель парусника, умещающегося в кармане? Он никогда не променяет такую ювелирную тонкость на работу колуном по полену!»